# Duc d'Istrie
Pour les articles homonymes, voir Istrie.
Le titre de duc d'Istrie et de l'Empire a été créé, par lettres patentes du 28 mai 1809, par Napoléon Ier au profit de Jean-Baptiste Bessières, maréchal d'Empire.
Ce titre s'est éteint en 1856.

## Histoire
Le titre de duc d'Istrie et de l'Empire renvoie à l'Istrie, péninsule de l'Adriatique, aujourd'hui en Croatie.
Le duc d'Istrie a été élevé à la pairie en 1815 (2 juin : Cent-Jours) puis le 19 novembre 1831 (Monarchie de Juillet).

## Liste chronologique des ducs d'Istrie
1. 1809-1813 : Jean-Baptiste Bessières (1768-1813), 1er duc d'Istrie, maréchal d'Empire.
2. 1813-1856 : Napoléon Bessières (1802-1856), 2e duc d'Istrie, pair de France.

Le 2e duc d'Istrie meurt sans postérité masculine. Le titre de duc d'Istrie s'éteint avec lui en 1856.